# Hellboy (película de 2019)
Hellboy (anunciada originalmente como Hellboy: Rise of the Blood Queen) es una película estadounidense de 2019 del género de superhéroes, basada en el personaje de cómics Hellboy, dirigida por Neil Marshall y escrita por Mike Mignola, Andrew Cosby, Christopher Golden y Aron Coleite. La cinta funciona como una nueva adaptación de los cómics del personaje creado por el mismo  Mike Mignola. Está protagonizada por David Harbour, Ian McShane y Milla Jovovich.

## Argumento
En la Edad Media, la Reina de Sangre Vivienne Nimue desata una plaga en Inglaterra hasta que el Rey Arturo la detiene con la ayuda de Ganeida, un miembro de su aquelarre. El Rey Arturo usa Excálibur para desmembrar a Nimue y esconde sus restos de manera separada por toda Inglaterra.
En la actualidad, en Tijuana, México, el investigador paranormal Hellboy mata a regañadientes, a Esteban Ruiz, un desaparecido agente del Bureau for Paranormal Research and Defense (BPRD) cuya misión en esa ciudad lo convirtió en un vampiro. Después de escuchar las últimas palabras de Ruiz de que se acerca el fin del mundo, Hellboy regresa al cuartel general del BPRD en Colorado. El líder del BPRD, Trevor Bruttenholm, su padre humano adoptivo, lo asigna para ayudar al Club Osiris en su búsqueda de tres gigantes. Hellboy es informado por la vidente del club, Lady Hatton, que Bruttenholm estaba destinado a matarlo cuando llegó al mundo por primera vez como resultado del Proyecto Ragnarok de los nazis. Mientras tanto, el demonio Gruagach es aconsejado por la bruja Baba Yaga acerca de dónde encontrar los restos de Nimue, para poder llevar a cabo su deseo de venganza contra Hellboy.
Durante la caza, Hellboy es traicionado y casi asesinado por los cazadores antes de ser éstos emboscados por los gigantes. Apenas consciente, Hellboy logra derrotar a los gigantes antes de ser rescatado por una joven. Hellboy se despierta en el apartamento de la mujer y la reconoce como Alice Monaghan, una médium que una vez rescató de las hadas cuando ella era aun una bebé. Al enviar un equipo SWAT para recuperar a Hellboy, Bruttenholm le informa que se han encontrado los restos de Nimue y que la última parte de su cuerpo está en el Club Osiris. Luego, aparece el agente M-11 Ben Daimio (el M-11 es una agencia secreta dedicada a exterminar monstruos en el planeta), quien se une a Hellboy y Alice y juntos se dirigen al club. Al encontrar una masacre en el club, Alice canaliza el espíritu de Hatton, quien revela que Nimue busca a Hellboy para causar el apocalipsis. El brazo de Nimue es tomado por Gruagach, y Nimue distrae a Hellboy apelando a sus frustraciones, permitiendo que Gruagach escape. Hellboy revela que Gruagach es un cambiante que tomó el lugar de la bebé Alice en el año 1991 antes que Hellboy lo marcara con hierro y lo obligara a devolver a Alice. Gruagach odia desde entonces a Hellboy por haberle quitado su oportunidad de vivir como humano.
Daimio los lleva a la sede del M-11 antes de adquirir secretamente una bala especial para matar a Hellboy, en caso de que este los traicione. Después de una discusión con Bruttenholm sobre su adopción, Hellboy se va antes de ser transportado mágicamente a la casa de Baba Yaga (Emma Tate). Ésta había perdido uno de sus ojos en un enfrentamiento anterior con Hellboy, ella le dice que ha hecho un trato con Gruagach para que él cumpla su deseo y eso impulsa a traer a Nimue de vuelta al mundo y se ofrece a revelarle el paradero de Nimue a cambio de uno de sus ojos. Hellboy acepta el trato y ella le revela la ubicación de la bruja, pero al negarse Hellboy a entregarle uno de sus ojos en ese momento y decirle que se lo dará luego de terminada su misión, ella enojada lo maldice y le dice que perderá a un ser querido. De camino a la ubicación de Nimue en Pendleton, Inglaterra, Daimio le confiesa a Alice que hace años fue el único sobreviviente de un ataque de  un monstruo parecido a un jaguar estando en una misión en Belice, por lo que quedó con grandes cicatrices en su rostro.
El grupo llega después de la plena resurrección de Nimue y ella mata a su aquelarre, con la excepción de Ganeida, por no haberla ayudado hace tantos años, cuando fue derrotada por el Rey Arturo. Nimue envenena a Alicia y huye con Gruagach; Ganeida dirige a Hellboy al lugar de descanso del mago Merlín para salvar a Alice. Hellboy y Daimio excavan el cuerpo que aún vive de Merlín, y éste cura a Alice antes de dormirlos a ella y a Daimio. Merlín le dice entonces a Hellboy que él es descendiente del mismo Rey Arturo a través de su madre, quien fue llevada al infierno por su padre. Cuando se le ofrece Excálibur, Hellboy la rechaza, después de tener una visión de sí mismo causando el apocalipsis con la espada en su mano. Merlín, habiendo agotado su magia, se desintegra.
El trío regresa a Londres para encontrar al personal de la M-11 muerto y a Bruttenholm desaparecido. Siguen a Nimue a la catedral de San Pablo y Hellboy lucha contra un Gruagach con más tamaño y poderes, mientras está siendo ayudado por Daimio en forma de jaguar. Justo cuando Gruagach logra matar a Hellboy, Nimue lo detiene haciendo que se queja ante ella, solo para luego, Nimue hechiza a Gruagach con algún poder que se vuelve un ser más pequeño y débil y lo estruja para así matarlo. Después, golpea a Hellboy en la tumba oculta de Arturo en el subterráneo de la catedral, que contiene a Excálibur. Hellboy inicialmente se niega a retirar la espada, pero finalmente la saca cuando Nimue mata a Bruttenholm. Al retirar la espada se abre unos portales al infierno del que emergen demonios que atacan Londres. Alice canaliza el espíritu de Bruttenholm para disuadir a Hellboy de irse con Nimue y finalmente recapacita y decapita a la bruja, lanzando su cabeza hacia el portal, que se cierra después de que los demonios son enviados de regreso al infierno. Hellboy y Bruttenholm intercambian despedidas y Daimio descarta la bala especial que había traído.
Seis meses después, el trío llega a un club de culto donde encuentran un tanque de agua que dice "icthyo sapien", en referencia a Abraham Sapien. En una escena a mitad de los créditos, Hellboy es consolado en la tumba de Bruttenholm por el fantasma de su héroe Lobster Johnson. En una escena posterior a los créditos, Baba Yaga recluta a una fuerza invisible para buscar a Hellboy con la promesa de permitirle finalmente morir.

## Elenco
- David Harbour como Hellboy: un demonio inmensamente poderoso que trabaja para la organización gubernamental llamada Oficina de Investigación y Defensa Paranormal (BPRD por sus siglas en inglés). Harbour declaró que la película era una "pieza de personaje" y que presentaría temas maduros y complicados que justificarían la clasificación para adultos de la cinta.[6] el creador del personaje Mike Mignola declaró que Harbour investigó profundamente al personaje, diciendo: "Me está enviando mensajes de texto con preguntas de Hellboy, sobre su historia, sobre lo que el personaje pensaría sobre esto o sobre lo otro".[7]

- Ian McShane como Trevor Bruttenholm: El padre adoptivo de Hellboy y fundador del BPRD.

- Milla Jovovich como Nimue: la Reina de Sangre, una bruja medieval británica que busca destruir a la humanidad.

- Sasha Lane como Alice Monaghan: una mujer de ascendencia irlandesa que retuvo algunas habilidades mágicas como médium después de que fue secuestrada por hadas cuando era bebé.

- Penelope Mitchell como Ganeida: una bruja anciana que ha decidido que la ira de Nimue ha durado demasiado y debe ser detenida.

- Daniel Dae Kim como Ben Daimio: un rudo miembro militar japonés-estadounidense de la Oficina de Investigación y Defensa Paranormal, que debido a un encuentro sobrenatural puede convertirse en un jaguar cuando se enoja o siente dolor.

- Sophie Okonedo como Lady Hatton: una vidente residente en el Club Osiris, un antiguo club inglés dedicado a descubrir misterios sobrenaturales.

- Alistair Petrie como Lord Adam Glaren: un miembro de alto rango en el Club Osiris.

- Brian Gleeson como Merlín: un mago medieval.

- Mario de la Rosa como Esteban Ruiz/Camazotz: un luchador y amigo de Hellboy con la capacidad de convertirse en un antiguo dios maya.

## Producción
En 2014, el creador de Hellboy Mike Mignola comenzó a trabajar con el escritor Andrew Cosby en la historia para una nueva película. El proyecto fue pensado inicialmente como una secuela de las películas del director Guillermo del Toro Hellboy y Hellboy II: El ejército dorado. Se le pidió a Del Toro que produjera la nueva cinta, pero éste declinó, deseando dirigir su propio guion para Hellboy III, y Ron Perlman se negó a actuar sin la participación de Del Toro. Cuando se unió al proyecto Neil Marshall, se decidió que la nueva película sería un reinicio de la saga.
En mayo de 2017, Mignola anunció en su página personal de Facebook que el reinicio, titulado hasta ese momento Hellboy: Rise of the Blood Queen, sería dirigido por Neil Marshall y que David Harbour interpretaría al personaje principal. Mignola también declaró que la película sería de clasificación R y que su estreno estaba en un inicio pautado para 2018. Andrew Cosby anunció luego que la película sería una "versión más oscura y más espantosa de Hellboy", diciendo: "Neil dijo desde el principio que quería caminar en un terreno de terror y cómic para la película, lo que era música para mis oídos, porque eso es lo que estaba haciendo en el guion, y precisamente lo que Mike Mignola hace con los cómics".
El creador del personaje Mike Mignola declaró que sólo tendría participación mínima con el reinicio de la saga, afirmando que actuaría más como un "co-productor ejecutivo" y que no se involucraría con la preproducción o el diseño, afirmando: "Cuando se tomó la decisión de hacer otra película, me involucré, diciendo básicamente: 'Si vas a hacer esa historia, no hagas esto, o eso, cambia esto y eso'. Ayudé a dirigirlo. Christopher Golden y yo escribimos un par de borradores del guion y lo pusimos en marcha, y luego se tomó la decisión de hacer un reinicio".
La producción principal de la película comenzó en septiembre de 2017, y se filmó en el Reino Unido y Bulgaria. El 13 de septiembre de 2017, se publicó la primera imagen de Harbour caracterizado como Hellboy.

## Reparto
David Harbour fue el primer actor en ser elegido para la película en el papel principal de Hellboy. En agosto de 2017, Ian McShane fue seleccionado para interpretar a Trevor Bruttenholm. El 8 de agosto de 2017, Milla Jovovich fue elegida como la villana principal, la Reina de Sangre Nimue. El 10 de agosto de 2017, se informó que el título del reinicio sería Hellboy: Rise of the Blood Queen, para después dejarse simplemente como Hellboy. El 15 de agosto de 2017, Sasha Lane fue seleccionada como Alice Monaghan, con Ed Skrein uniéndose para interpretar a Ben Daimio el 21 de agosto del mismo año. Sin embargo, el 28 de agosto, Skrein abandonó voluntariamente la película tras las quejas de los fanáticos sobre el "blanqueo" del papel que se le había asignado, y Skrein afirmó: "Está claro que representar a este personaje de una manera culturalmente precisa tiene significado para las personas, y que descuidar esta responsabilidad continuaría con una tendencia preocupante a oscurecer las historias y las voces de las minorías étnicas en las Artes. Siento que es importante honrar y respetar eso. Por lo tanto, he decidido renunciar, para que el papel pueda interpretarse adecuadamente". El 30 de agosto de 2017, Penelope Mitchell se unió al reparto como Ganeida. En septiembre de 2017, se informó que finalmente Daniel Dae Kim interpretaría a Daimio, en reemplazo de Skrein.

## Estreno
En septiembre de 2017, la revista Empire anunció que la película estaba programada para ser estrenada el 11 de enero de 2019; sin embargo, Lionsgate luego aclaró que el informe era falso y que aún no se había decidido una fecha de lanzamiento. En noviembre de 2017, Lionsgate anunció oficialmente que la película sería estrenada el 11 de enero de 2019. En septiembre de 2018, se anunció que la fecha de estreno se retrasaría hasta el 19 de abril de 2019. Con el lanzamiento del primer póster oficial de la película, en octubre de 2018, se anunció que la fecha de lanzamiento sería el 12 de abril de 2019.
En España, la película se estrenó un mes más tarde, el 17 de mayo de 2019. Para este país, se decidió censurar gran parte de la violencia, alterando el montaje de la película para atraer a un público más amplio y casual. Esta decisión fue recibida de muy mala manera y generó protestas muy duras en las redes a Vértice 360, la distribuidora de la película en España, la cual no se pronunció sobre este nuevo montaje.

## Recepción
Hellboy recibió reseñas generalmente negativas de parte de la crítica y de la audiencia. En el sitio web especializado Rotten Tomatoes, la película posee una aprobación de 17%, basada en 223 reseñas, con una calificación de 3.9/10 y con un consenso crítico que dice: "Privado del estilo imaginativo que hizo tan agradable al Hellboy anterior, este reinicio sin alma sugiere que Dante pudo haber dejado un décimo círculo fuera de su Infierno". De parte de la audiencia, tiene una aprobación de 48%, basada en 3113 votos, con una calificación de 3.0/5.
El sitio web Metacritic le dio a la película una puntuación de 31 sobre 100, basada en 44 reseñas, indicando "reseñas generalmente desfavorables". Las audiencias encuestadas por CinemaScore le otorgaron a la película una "C" en una escala de A+ a F, mientras que en el sitio IMDb los usuarios le asignaron una calificación de 5.2/10, sobre la base de 91 185 votos. En la página web FilmAffinity la cinta tiene una calificación de 4.7/10, basada en 6233 votos.